# Athalia, Ohio
Athalia là một làng thuộc quận Lawrence, tiểu bang Ohio, Hoa Kỳ. Năm 2010, dân số của làng này là 373 người.

## Dân số
- Dân số năm 2000: 328 người.
- Dân số năm 2010: 373 người.